# Saint-Pierre-de-Trivisy
Saint-Pierre-de-Trivisy är en kommun i departementet Tarn i regionen Occitanien i södra Frankrike. Kommunen ligger i kantonen Vabre som tillhör arrondissementet Castres. År 2022 hade Saint-Pierre-de-Trivisy 617 invånare.

## Befolkningsutveckling
Antalet invånare i kommunen Saint-Pierre-de-Trivisy
| Referens: INSEE |